# Gafares
Gafares es una localidad y pedanía española de los municipios de Carboneras y Sorbas, en la provincia de Almería, Andalucía. Está situada dentro del parque natural del Cabo de Gata-Níjar. La localidad se encuentra a 15 km de Carboneras, 28 km de Sorbas y a 58 de la capital de la provincia, Almería, por la autovía A-7.

## Demografía
Su población en 2009 era de 37 habitantes , de los que 28 están empadronados en el municipio de Carboneras y 9 en el de Sorbas.
Evolución de la población de Gafares: 
| año                        | 2000 | 2001 | 2002 | 2003 | 2004 | 2005 | 2006 | 2007 | 2008 | 2009 |
| -------------------------- | ---- | ---- | ---- | ---- | ---- | ---- | ---- | ---- | ---- | ---- |
| Empadronados en Carboneras | 35   | 35   | 23   | 30   | 30   | 31   | 32   | 26   | 28   | 28   |
| Empadronados en Sorbas     | 15   | 12   | 13   | 9    | 9    | 8    | 14   | 14   | 16   | 9    |
| Total                      | 40   | 47   | 36   | 39   | 39   | 39   | 46   | 40   | 44   | 37   |

## Economía
Su economía principal es la agricultura de secano, sobre todo por los olivos y almendros que se encuentran por la zona. También destaca la agricultura de Invernadero. Ya que por la zona nos podemos encontrar algún que otro Invernadero.